# Batu Belah (Siantan Timur)
Batu Belah is een bestuurslaag in het regentschap Kepulauan Anambas van de provincie Riouwarchipel, Indonesië. Batu Belah telt 1229 inwoners (volkstelling 2010).